# Багиянц, Альберт Александрович
Альберт Александрович Багиянц (укр. Альберт Олександрович Багіянц; 1934—1995) — советский и украинский тренер по велоспорту; Заслуженный тренер Украинской ССР (1976), Заслуженный тренер СССР (1980).

## Биография
Родился 3 ноября 1934 года в городе Чарджоу Туркменской ССР.
В 1973 году окончил Харьковский педагогический институт (ныне Харьковский национальный педагогический университет имени Сковороды).
В 1984—1988 годах работал старшим тренером женской сборной Украинской ССР по велоспорту (шоссе); в 1988—1995 годах работал заведующим кафедры велосипедного спорта Харьковского института физической культуры (ныне Харьковская государственная академия физической культуры).
За время своей тренерской работы воспитал ряд выдающихся спортсменов, в числе которых его жена — Алла Багиянц и Валерий Мовчан — золотой призёр Олимпийских игр в Москве 1980 года.
Умер 4 июля 1995 года в Харькове.